# Volo Northwest Orient Airlines 293
Il volo Northwest Airlines 293 era un volo charter militare americano, operato il 3 giugno 1963 da un Douglas DC-7C. L'aereo precipitò in mare al largo delle coste dell'Alaska, provocando la morte di tutti i 101 membri dell'equipaggio e passeggeri a bordo. Fu il peggior disastro della compagnia aerea fino allo schianto del volo Northwest Airlines 255, avvenuto 24 anni dopo.

## L'aereo
Il velivolo coinvolto nell'incidente era un Douglas DC-7C, marche N290, numero di serie 45209, numero di linea 861. Volò per la prima volta nel 1957. Era alimentato da 4 motori turbo-compound Wright R-3350. Al momento dell'incidente, l'aereo aveva circa 6 anni.

## L'incidente
Il volo 293 venne noleggiato dal servizio di trasporto aereo militare dell'Aeronautica degli Stati Uniti per trasportare 95 militari e le loro famiglie dalla Joint Base Lewis-McChord, nello stato di Washington, alla Joint Base Elmendorf-Richardson, in Alaska. Il DC-7 lasciò McChord alle ore 07:52 Pacific Standard Time. L'ultimo contatto radio avvenne alle 10:06, quando l'equipaggio richiese un cambio dei livello di volo. Dopo di che non si udì più nulla per più di un'ora, quindi fu avviata la ricerca dell'aeromobile alle 11:16. Gli investigatori non trovarono nulla fino alle 19:22, quando vennero avvistati detriti galleggianti situati a quasi 300 chilometri a Ovest-Sud-Ovest di Annette Island, in Alaska.
Furono recuperati circa 1.500 chili di rottami, inclusi giubbotti di salvataggio ancora chiusi nei loro contenitori di plastica e telai dei sedili estremamente deformati. Nessuno dei corpi dell'equipaggio o dei passeggeri è mai stato recuperato.

## Le indagini
Con il relitto a 8 000 piedi (2 400 m) di profondità, l'Accident Review Board concluse che "a causa della mancanza di prove, il Board non è in grado di determinare la probabile causa dell'incidente".